# فابریکا (کتاب)

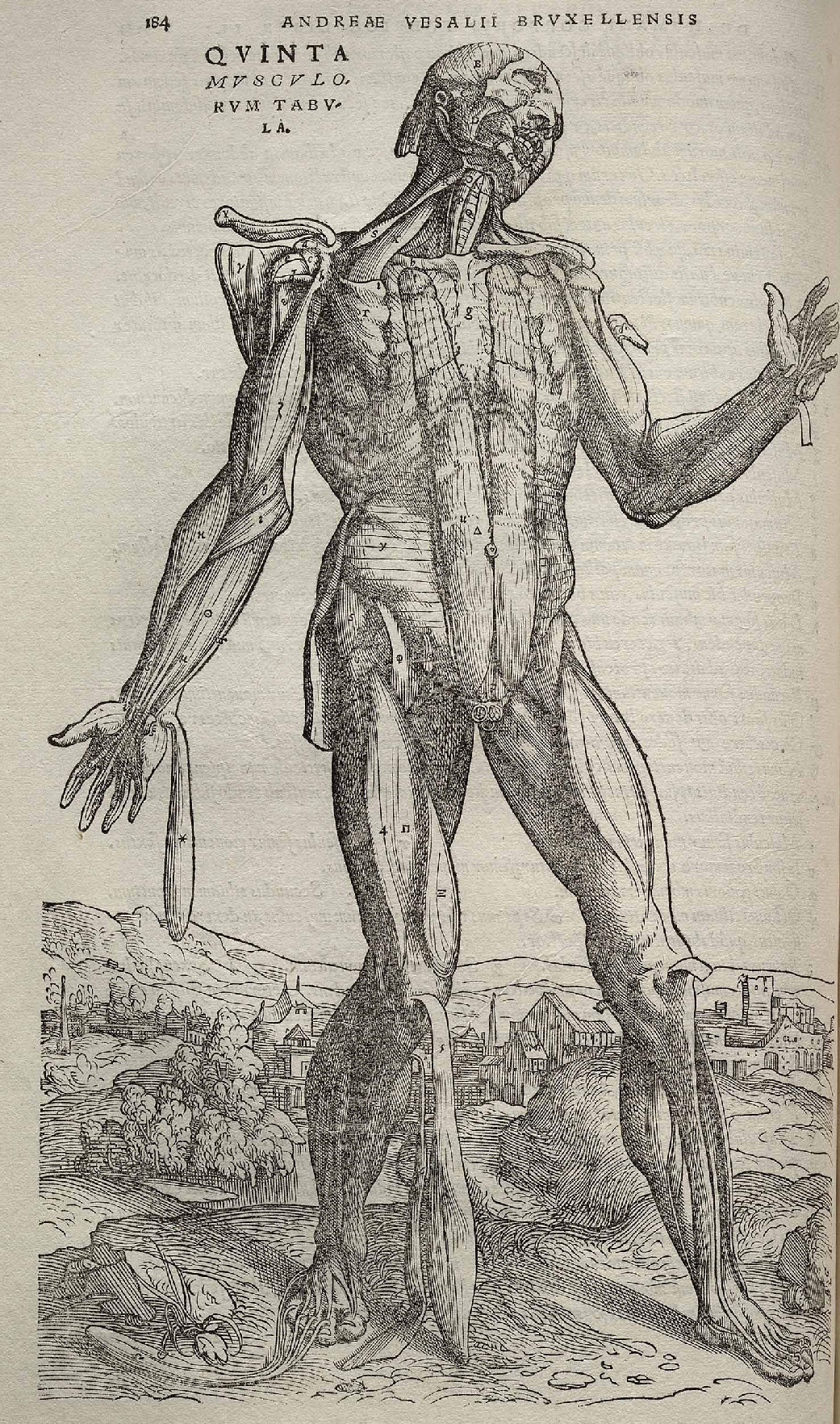
کتاب فابریکا به دلیل پیچیدگی‌های بسیار و طرح‌های بسیار دقیق و واضح مشهور بوده

کتاب ساختار بدن انسان (به لاتین:De humani corporis fabrica) یا با نام ساده شدهٔ فابریکا اثر آندرئاس وزالیوس (Andreas Vesalius) (لاتینی‌شدهٔ نام اصلی هلندی او: Andries van Wesel، آندریس فان ویسِل) پزشک برجسته بلژیکی است که در سال ۱۵۴۳ میلادی انتشار یافت. این کتاب در اصل مجموعه‌ای از سخنرانی‌ها و کلاس‌های او در دانشگاه پادوا ایتالیا بود شامل مباحث برخی از کتاب‌های درسی آن دوران، تجربیات و برخی آموزه‌های شخصی او، اما اصلی‌ترین بخش آن مربوط به آزمایش‌ها و تشریحات اندام دقیقی بود که توسط او انجام گرفته بودند.
چاپ این کتاب به دلیل پیچیدگی‌های بسیار و طرح‌های بسیار دقیق و واضح بسیار وابسته به پیشرفت‌های زمان رنسانس در زمینه‌های هنری، چاپ و نویسندگی بود.
در این کتاب بسیاری از اشتباه‌های گذشته در کتاب جالینوس (۱۲۹-۲۰۰م) پزشک یونان باستان که دیدگاه‌های او بیش از هزار سال دیدگاه چیره در پزشکی اروپا بود اصلاح شد شامل اشتباه مهم جالینوس که منشا رگ‌های اصلی خون را کبد می‌دانست.

## نسخه‌های باقی‌مانده
نسخه‌های بسیار کمی از این کتاب باقی‌مانده که یکی از اصلی‌ترین نمونه‌های آن با جلدی از پوست آدم به کتابخانهٔ دانشگاه براون (به انگلیسی: Brown University) که از قدیمی‌ترین و معتبرین دانشگاه‌های آمریکا است اهدا شد.

## پیوندها
جالینوس
رنسانس
آندرئاس وزالیوس